# Gare de Dijon-Ville
Gare de Dijon – stacja kolejowa w Dijon, w regionie Burgundia-Franche-Comté, we Francji. Znajduje się tu 5 peronów.